# 파라곤 (프로게이머)
파라곤(본명: 최현일, 1995년 7월 27일 ~ )은 대한민국의 전직 리그 오브 레전드 프로게이머이다. 프로게임단 지도자로 활동했다. 선수 시절 아이디는 Paragon이고 포지션은 탑 라이너였다. 

## 선수 시절
2012년 1월부터 팀 OP에서 프로 커리어를 시작했다. 2012 스프링 시즌 팀의 4강 진출에 기여했다.
2012년 5월, IM의 1팀에 입단했다. 
2013년 10월, 팀 OP에 다시 입단했다.
2014년 2월, IM의 2팀으로 입단했다. 2014년 5월, 팀에서 퇴단했다.

## 지도자 생활
2015년 1월, 윈터 폭스의 코치로 부임했다. 코치로 활동했지만 중간중간 플레잉 코치로 경기에 출전하는 모습을 보여주었다.
2015년 6월, 롱주 IM의 플레잉 코치로 부임했다. 2015년 11월, 팀에서 퇴단했다.
2017시즌을 앞두고 미스핏츠 게이밍의 아카데미 팀 코치로 부임했다. 이후 미스핏츠의 코치로 승격되었다. 2018년, 팀에서 퇴단했다.

## 수상 내역

### 선수
- IEM 글로벌 챌린지 상파울루 우승
- IEM 시즌 7 월드 챔피언십 8강

### 지도자
- 리그 오브 레전드 유러피언 챔피언십 서머 2017 준우승
- 리그 오브 레전드 월드 챔피언십 2017 8강
- 네오서프컵 2020 준우승